# Campanula trichocalycina
Campanula trichocalycina är en klockväxtart som beskrevs av Michele Tenore. Campanula trichocalycina ingår i släktet blåklockor, och familjen klockväxter. Inga underarter finns listade i Catalogue of Life.